# Cordillera de Harold Byrd
La cordillera de Harold Byrd  es un grupo de montañas expuestas y de nunatak de la Antártida que se extienden en dirección este-oeste en la parte baja del glaciar Leverett y el inicio de la barrera de hielo de Ross. Fueron descubiertas en diciembre de 1929 por la  Expedición antártica Byrd en su parte geológica a cargo de Laurence Gould, nominada por el Vicealmirante Richard E. Byrd por D. Harold Byrd, sobrino de este y financista de su expedición.